# Länscellfängelset i Uppsala

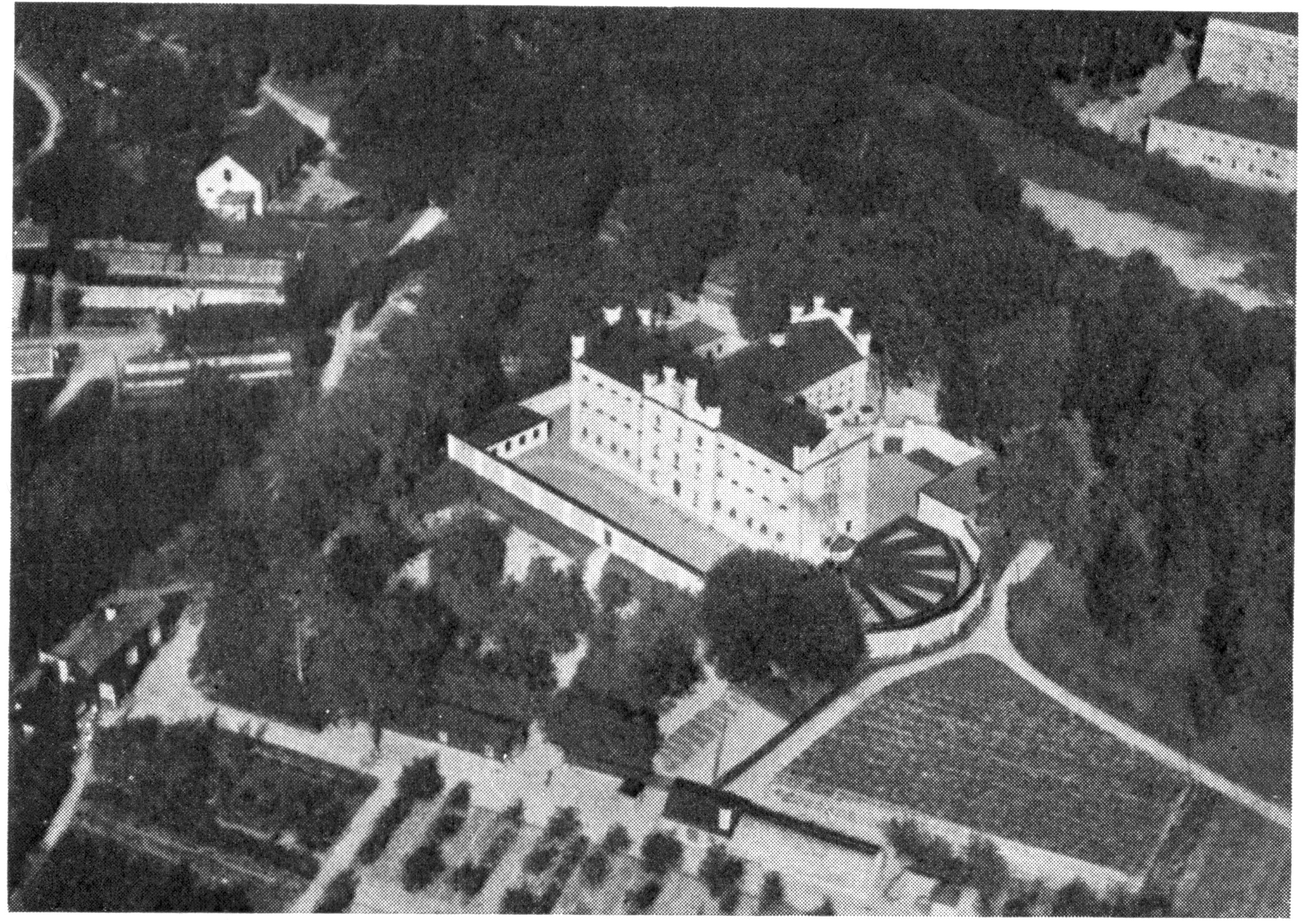
Fängelset på 1930-talet.

Länscellfängelset i Uppsala, senare Straffängelset i Uppsala, var ett cellfängelse som öppnades 1862 och nedlades 1998. Fastigheten är bevarad.

## Historia
Fängelset uppfördes 1859-1862 på dåvarande gamla Stockholmsvägen, nuvarande Dag Hammarskjölds väg. Därmed ersattes det gamla fängelselokalerna i Uppsala slott, som funnits i olika delar av slottet, men efter 1815 i det södra tornet.
Anstalten var till utseendet likt de andra enrumsfängelser som uppfördes vid denna tid. De var resultatet av den fängelsereform som beslutats vid 1844 års riksdag. Arkitekter var Theodor Anckarsvärd och Carl Nestor Söderberg. Byggnaden hade tre våningar med 66 ljusa och 5 mörka celler och byggnadskostnaden blev 140 469 kronor.
I början av 1890-talet och fram till några år efter 1900 var anstalten Norrlands kvinnofängelse för fångar med en strafftid på över två år. Vid en reform 1911 ändrades beteckningen på de större länscellfängelserna, däribland Uppsalas, till straffängelse. År 1913 blev Uppsalafängelset en särskild ungdomsanstalt med allmän skolutbildning och arbete inom snickeri och trädgårdsskötsel i en handelsträdgård (slottets tidigare köksträdgård). Under 1920-talet tillkom två magasinsbyggnader innanför murarna. Åren 1949-1950 uppfördes en mekanisk verkstad längs fängelsets södra mur.
Fängelset avvecklades 1998 och fastigheten såldes för att byggas om till kontor och är bevarad.